# 中竜鉱山
中竜鉱山（なかたつこうざん）は、福井県大野郡和泉村（現大野市）に存在した鉱山。

## 概要
スカルン鉱床、気成鉱床からなり、古くは13世紀から銀山として、また近代になってからは日本亜鉛鉱業が経営する亜鉛鉱山として知られる。モリブデン鉱などレアメタル鉱石も産出していた。
1936年（昭和11年）2月2日には、鉱山一帯が大規模な雪崩に襲われ17人が死亡する事故も発生した。
1987年（昭和62年）、円高により採算が悪化し閉山した後は、鉱山の跡地を利用した体験型鉱物博物館である「アドベンチャーランド中竜」（後述）として再利用され、社宅跡地と福利厚生施設はDAINOUスポーツランド (IZUMIクロスカントリースキー場) に再整備された。また、大野市の酒造メーカーがかつての鉱山の坑道を借り貯蔵庫として利用している。

## アドベンチャーランド中竜
専用バスにて地下120mまで移動しながら坑道の跡地、採掘現場を見学できる日本では珍しい博物館。途中、坑道に向かうバスの道の脇には当時の建物が多く残されている。また資源が枯渇して採掘を中止したわけではないことから、坑道に露出する生の鉱石が見ることができた。調査によると十年分の鉱石が残されて閉山したという。
国内外から鉱物マニアや地質学を学ぶ学生などが訪れていたが、来場者数減少のため2006年11月30日限りで営業を終了した。

## アクセス
- 九頭竜湖駅より大野市営バス中竜線(一部時間帯を除きデマンド運行) 中竜バス停で下車。